# Buszówka żółtorzytna
Buszówka żółtorzytna (Acanthiza chrysorrhoa) – gatunek małego ptaka z rodziny buszówkowatych (Acanthizidae), podrodziny buszówek (Acanthizinae). Występuje w Australii i na Tasmanii. Nie jest zagrożony wyginięciem.

## Taksonomia
Po raz pierwszy gatunek opisali Joseph Paul Gaimard i Jean René Constant Quoy w 1830. Holotyp pochodził z King George Sound w Australii Zachodniej. Buszówka żółtorzytna otrzymała nazwę Saxicola chrysorrhoa. Obecnie (2022) Międzynarodowy Komitet Ornitologiczny (IOC) uznaje nazwę Acanthiza chrysorrhoa i wyróżnia 4 podgatunki, autorzy Handbook of the Birds of the World również. Proponowany podgatunek ferdinandi zdaje się obejmować ptaki będące wynikiem krzyżowania się innych podgatunków; sandlandi (centr.-płd. i płd.-wsch. wybrzeże Australii) i addenda (płn.-zach. stan Wiktoria) zsynonimizowano z leighi, natomiast pallida (pustynne części zach. Australii) i multi (wilgotne części płd.-zach. Australii Zachodniej) z podgatunkiem nominatywnym.

## Podgatunki i zasięg występowania
IOC wyróżnia następujące podgatunki:
- A. c. normantoni (Mathews, 1913) – środkowa Australia oraz w głębi lądu w północno-wschodniej Australii
- A. c. leighi Ogilvie-Grant, 1909 – południowo-wschodnia Australia
- A. c. leachi Mathews, 1912 – północna i wschodnia[5] Tasmania
- A. c. chrysorrhoa (Quoy & Gaimard, 1830) – południowo-zachodnia i południowo-centralna Australia

## Morfologia
Długość ciała wynosi około 9,5–12 cm, masa ciała 9 g. Charakterystyczną cechą buszówki żółtorzytnej jest jej jaskrawy, żółty kuper. Z wierzchu upierzenie przybiera barwy od szarooliwkowych po szarobrązowe. Spód ciała kremowy. Na czarnym wierzchu głowy można dostrzec białe plamki, zaś nad okiem przebiega ciemna brew. Sterówki czarne z białymi plamami na końcu każdej. Tęczówka brązowa, nogi i stopy czarne.
|                                                                                  | Długość |                       |      |         |
| Skrzydło                                                                         | Ogon    | Dziób (górna krawędź) | Skok |         |
| A. c. chrysorrhoa (n=31)                                                         | 58–62   | 36–42                 | 9–11 | 16–17   |
| A. c. leachi (n=5)                                                               | 58–61   | 38–44                 | 9–11 | 16–17   |
| A. c. leighi jako nieuznawane z osobna A. c. sandlandi i A. c. addenda (n=17+14) | 57–62   | 36–43                 | 9–10 | 16–17,5 |

## Ekologia
Często buszówka żółtorzytna przebywa na ziemi na otwartych terenach – w zadrzewieniach, zaroślach i obszarach trawiastych z porozrzucanymi drzewami. Pospolicie spotykana również na obszarach rolniczych, wzdłuż cieków, dróg, w parkach i ogrodach oraz przybrzeżnych zaroślach. Głównie owadożerna, zjada również nasiona. Żeruje głównie na ziemi, okazjonalnie w krzewach i na drzewach. Może przebywać w stadach mieszanych z innymi buszówkami oraz na przykład pustkowikami plamkowanymi (Pyrrholaemus sagittatus) i krótkodziobkiem (Smicrornis brevirostris).

### Lęgi
Gniazduje przez cały rok, jednak głównie od lipca od grudnia. Gniazdo to duża, niestarannie zbudowana struktura z trawy i kory. Składa się z dwóch części; górna jest imitacją pustego gniazda w kształcie kubeczka, zaś w dolnej znajduje się zabudowane prawdziwe gniazdo z zasłoniętym wejściem. W zniesieniu od dwóch do pięciu jaj (zwykle 3–4). Inkubacja trwa około 17 dni, wysiaduje samica. Młode pozostają w gnieździe przez około 19 dni. Niekiedy występuje gniazdowanie kooperatywne i w opiece nad młodymi, prócz samca, pomagają ptaki spoza pary. Na Tasmanii pasożytem lęgowym buszówki żółtorzytnej jest kukułeczka brązowa (Chalcites basalis).

## Status i zagrożenia
IUCN uznaje buszówkę żółtorzytną za gatunek najmniejszej troski (LC, Least Concern) nieprzerwanie od 1988 (stan w 2021). Ma ona duży zasięg występowania, obejmujący 4,61 mln km². Liczebność populacji nie została oszacowana, ale ptak ten opisywany jest jako dość pospolity. BirdLife International ze względu na niszczenie i degradację środowiska uznaje trend populacji gatunku za spadkowy.